# George Kahn
George Kahn (* 7. Januar 1952) ist ein US-amerikanischer Jazzpianist und Komponist.

## Leben und Wirken
Kahn wuchs in New Rochelle (New York) auf und erhielt ab dem zehnten Lebensjahr klassischen Klavierunterricht. Während seiner Highschoolzeit begann er zu komponieren; während seines Kompositionsstudiums an der Brandeis University beschäftigte er sich sowohl mit improvisierter Musik als auch mit dem Werk von Charles Ives, John Cage und Karlheinz Stockhausen. Unter dem Eindruck von John Coltranes Album Kulu Sé Mama wandte er sich mehr dem Jazz zu und trat nach seiner Graduierung im Raum Boston auf, während er mehrere Jahre in Cape Cod lebte; 1976 zog er nach Kalifornien.
Dort spielte er zunächst mehrere Jahre in einer New-Age-Formation, studierte Arrangement bei Spud Murphy und trat in lokalen Veranstaltungsorten auf. Ende der 1990er Jahre wurde er durch ein erstes Album unter eigenem Namen bekannt und hat seitdem eine Reihe von Aufnahmen auf dem Label Playing Records vorgelegt. Auf seinem Debütalbum Out of Time spielte er mit dem Schlagzeuger Billy Higgins und Bassist Richard Reid.
In den nächsten Jahren arbeitete George Kahn mit einem Trio aus dem Bassisten Dave Carpenter und dem Schlagzeuger Joe LaBarbera; für das Album Freedom Vessel zog er die Bläser Eric Marienthal und Bobby Rodriguez hinzu. in seinem nächsten Trio spielte er mit Karl Vincent und M. B. Gordy (Midnight Brew); Mitte der 2000er Jahre mit Bassist Brian Bromberg und Drummer Alex Acuña (Cover Up!). Statt Standards spielt er die Songs seiner Jugend von Cream, Pink Floyd, Bill Withers und The Beatles. Kahn ist mit der Sängerin und Musikpädagogin Diana Zaslove Kahn verheiratet.

## Preise und Auszeichnungen
2008 wurde er mit dem Chuck Niles Bebop Award for instrumental jazz auf dem Temecula Valley International Jazz Festival ausgezeichnet.

## Diskographische Hinweise
- Freedom Vessel (Orchard, 2000)
- Midnight Brwe (Playing, 2002) mit Tierney Sutton, Eric Marienthal
- Conscious Dream (Playing, 1985, ed. 2002)
- …Compared to What? (Playing, 2004)
- Cover Up! (Playing, 2007)
- Secrets from the Jazz Ghetto (Playing, 2010)